# Melolontha macrophylla
Melolontha macrophylla är en skalbaggsart som beskrevs av Fischer 1830. Melolontha macrophylla ingår i släktet Melolontha och familjen Melolonthidae. Inga underarter finns listade i Catalogue of Life.